# Cambremer (Cambremer)
Cambremer ist eine Ortschaft und eine ehemalige französische Gemeinde mit zuletzt 1.167 Einwohnern (Stand 2016) im Département Calvados in der Region Normandie. 
Mit Wirkung vom 1. Januar 2019 wurden die bisherigen Gemeinden Cambremer und Saint-Laurent-du-Mont zur namensgleichen Commune nouvelle Cambremer zusammengeschlossen. Den ehemaligen Gemeinden wurde in der neuen Gemeinde der Status einer Commune déléguée nicht zuerkannt. Der Verwaltungssitz befindet sich im Ort Cambremer.

## Lage
Sie grenzte an Saint-Laurent-du-Mont, Corbon, Victot-Pontfol, Rumesnil, Léaupartie, Montreuil-en-Auge, Saint-Ouen-le-Pin, La Houblonnière, Monteille, Notre-Dame-de-Livaye und Crèvecœur-en-Auge.

## Bevölkerungsentwicklung
| Jahr                      | 1962 | 1968 | 1975 | 1982 | 1990  | 1999  | 2006  | 2013  |
| Einwohner                 | 842  | 766  | 936  | 915  | 1.006 | 1.092 | 1.098 | 1.146 |
| Quelle: Cassini und INSEE |      |      |      |      |       |       |       |       |